# La mia libertà/Quello che mi hai dato
La mia libertà/Quello che mi hai dato è il secondo singolo del gruppo musicale italiano Ricchi e Poveri, pubblicato dalla CBS (catalogo 3818) il 5 novembre del 1968.

## I brani

### La mia libertà
La mia libertà è il brano presente sul lato A del disco. Ed è la cover italiana di un brano dei Bee Gees, Gilbert Green, scritto 2 anni prima da Barry, Robin e Maurice Gibb. L'adattamento in italiano è di Mogol e Franco Califano, mentore e produttore del gruppo.

### Quello che mi hai dato
Quello che mi hai dato, presente sul lato B del disco, è il brano composto da Franco Gatti. L'autore del testo è, come sempre, Franco Califano.

## Tracce

### Lato A
1. La mia libertà (Gilbert Green)

### Lato B
1. Quello che mi hai dato

## Staff artistico
- Ricchi e Poveri (Angela Brambati, Angelo Sotgiu, Franco Gatti, Marina Occhiena) – voci
- Gianfranco Monaldi – arrangiamenti e direzione orchestrale